# 음낭
scrotum
음낭(Scrotum, 陰囊)은 피부와 민무늬근의 이중으로 구성된 주머니 모양의 남성 생식 구조이다. 대부분의 육상 수컷 포유류에 존재한다. 음낭 안은 외부 정자 근막, 고환, 부고환, 수정관을 포함한다. 음낭은 회음부의 팽창한 부위이며 고환 동맥, 고환 정맥, 만상정맥총을 포함하여 일부 복부 조직을 공유한다. 회음봉선은 음낭 피부 중간의 작은 수직 융기 능선이다. 전체 음낭에 걸쳐 앞뒤로 이어지는 가는 세로선으로 나타난다. 인간과 일부 다른 포유류에서는 음낭이 사춘기 시기에 음모로 덮인다. 일반적으로 음낭은 음경이 발기했을 때 또는 저온에 노출 될 때 조여진다. 충격 발생 시 압박을 피하기 위해 보통 한쪽 고환이 다른 쪽 고환보다 낮게 있다.
음낭은 암컷의 음순과 생물학적으로 상동한다. 대부분의 포유류에 존재하지만 외부 음낭은 고래와 물개와 같은 유선형 해양 포유류 뿐만 아니라 아프로테리아상목, 빈치류, 박쥐과, 설치류와 같은 육지 포유류의 일부 계통에는 존재하지 않는다.

## 구조

### 신경
| 신경                                                                | 표면   |
| ------------------------------------------------------------------- | ------ |
| 음부대퇴신경 분지 (Genital branch of genitofemoral nerve)           | 전외측 |
| 전방 장골서혜신경 (Anterior scrotal nerves from ilioinguinal nerve) | 전측   |
| 후방 장골서혜신경 (Posterior scrotal nerves from perineal nerve)    | 후측   |
| 후방 ineal branches of posterior femoral cutaneous nerve)           | 하측   |

### 혈관

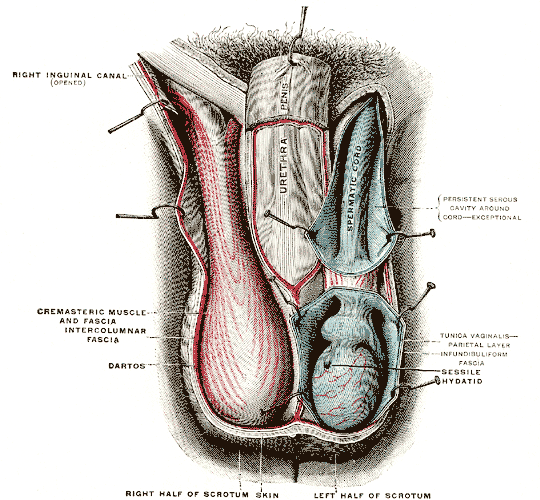
음낭 혈관의 그림

| 혈관           |
| -------------- |
| 전방 음낭 동맥 |
| 후방 음낭 동맥 |
| 고환 동맥      |

### 피부와 땀샘
| 피부 관련 조직 |
| -------------- |
| 음모           |
| 피지샘         |
| 아포크린땀샘   |
| 민무늬근       |

음낭의 피부는 신체의 나머지 부분에 비해 색소를 더 가지고 있다.

### 림프계
음낭 림프는 처음에 표재성 사타구니 림프절로 배출된 다음 깊은 사타구니 림프절로 배출된다. 깊은 사타구니 림프절은 총장골로 흘러 들어가 방출된다.
| 림프관               |
| -------------------- |
| 표면 사타구니 림프절 |
| 슬와림프절           |

### 고환의 치우침
한 고환은 일반적으로 다른 고환보다 낮게 존재하며, 충격 시 압박을 방지하는 기능을 하는 것으로 알려져있다. 인간의 경우 일반적으로 왼쪽 고환이 오른쪽보다 낮다.

### 내부 구조

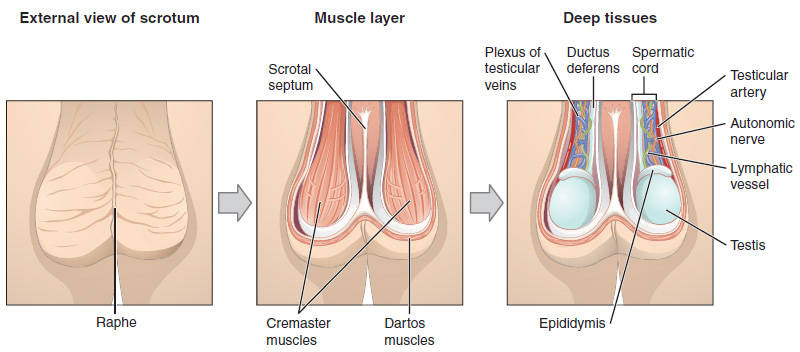
음낭의 근육과 내부 작용을 보여주는 이미지

## 발달

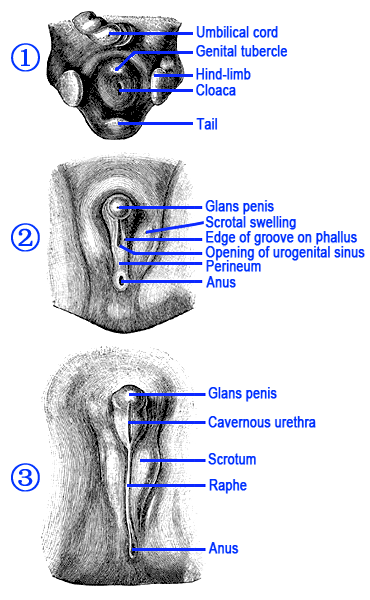
남성 외부 생식기 발달 단계

### 남녀 간의 생식기 상 동성
남성호르몬은 나중에 배아의 고환에서 분비되어 2차 성기의 발달을 유발한다. 생식 기관과 조직은 암컷과 수컷에서 발생하며 수정 후 5주부터 시작된다. 생식선 융기는 복막 뒤에서 자란다. 6주가 되면 확장된 생식선 융기 내에 1차 성줄이라고하는 끈 모양의 조직이 형성된다. 외부적으로 생식기 결절이라고 하는 부종이 배설막 위에 나타난다.
수정 후 8주까지 생식 기관은 남성과 여성 간에 차이가 없는 것처럼 보이며 이를 미분화라고 한다. 테스토스테론 분비는 8주차에 시작하여 13주차에 최고 수준에 도달한다. 테스토스테론은 음낭에 작용하면 음낭 주름의 남성화를 유발한다. 음낭 등줄은 배아, 요도 홈이 12주에 닫히면 형성된다.

### 음낭 성장과 사춘기
고환과 음낭은 배아기 초기에 형성되지만 성적 성숙은 사춘기에 접어들 때 시작된다. 테스토스테론 분비가 증가하면 피부가 어두워지고 음낭에 음모가 생긴다.

## 기능
음낭은 고환의 온도를 35C°로 조절하고이는 체온보다 2~3C°가 더 낮다. 여기서 1~2C°만 더 높아도 정자 형성에 영향을 준다. 온도 조절은 주변 온도에 따라 고환을 복부에 더 가깝게 또는 더 멀리 이동시키는 음낭의 민무늬근에 의해 수행된다.

## 같이 보기
- 성기
- 복막후 림프절 절개
- 고환자가 검사